# Verein für Bewegungsspiele 91 Suhl 2021-2022
Questa voce raccoglie le informazioni riguardanti il Verein für Bewegungsspiele 91 Suhl nelle competizioni ufficiali della stagione 2021-2022.

## Stagione
Il Verein für Bewegungsspiele 91 Suhl partecipa alla stagione 2021-22 con la denominazione sponsorizzata VfB Suhl LOTTO Thüringen.
Partecipa alla 1. Bundesliga, classificandosi al quinto posto in regular season, eliminato ai quarti di finale dei play-off scudetto dallo Schweriner. Esce di scena ai quarti di finale anche in Coppa di Germania, estromesso dal torneo per mano del Dresdner.

## Organigramma societario
Area direttiva
- Presidente: Guido Reinhardt

Area tecnica
- Allenatore: László Hollósy
- Allenatore in seconda: Łukasz Marciniak
- Assistente allenatore: Tim Berks, Mario Röser
- Scoutman: Łukasz Marciniak

Area sanitaria
- Fisioterapista: Celine Schweser

## Rosa
| N° | Nome                | Ruolo | Data di nascita   | Nazionalità sportiva |
| -- | ------------------- | ----- | ----------------- | -------------------- |
| 1  | Brianna Kadiku      | C     | 13 aprile 1998    | Stati Uniti          |
| 2  | Roxanne Wiblin      | S     | 18 dicembre 1998  | Stati Uniti          |
| 3  | Danielle Harbin     | O     | 2 settembre 1995  | Stati Uniti          |
| 5  | Lisanne Meis        | P     | 31 dicembre 1996  | Germania             |
| 7  | Tat'jana Prosvirina | C     | 22 gennaio 2000   | Russia               |
| 8  | Jelena Šunjić       | O     | 4 gennaio 1994    | Croazia              |
| 10 | Laura de Zwart      | C     | 19 marzo 1999     | Paesi Bassi          |
| 12 | Annick Meijers      | S     | 23 marzo 2000     | Paesi Bassi          |
| 13 | Kayla Haneline      | C     | 7 aprile 1994     | Stati Uniti          |
| 14 | Elisa Lohmann       | L     | 22 luglio 1998    | Germania             |
| 16 | Ágnes Pallag        | S     | 2 settembre 1993  | Ungheria             |
| 17 | Vedrana Jakšetić    | P     | 17 settembre 1996 | Croazia              |

## Statistiche

### Statistiche di squadra
| Competizione      | Punti | In casa | In casa | In casa | In trasferta | In trasferta | In trasferta | Totale | Totale | Totale |
| Competizione      | Punti | G       | V       | P       | G            | V            | P            | G      | V      | P      |
| ----------------- | ----- | ------- | ------- | ------- | ------------ | ------------ | ------------ | ------ | ------ | ------ |
| 1. Bundesliga     | 40    | 12      | 6       | 6       | 12           | 6            | 6            | 24     | 12     | 12     |
| Coppa di Germania | -     | 1       | 0       | 1       | 1            | 1            | 0            | 2      | 1      | 1      |
| Totale            | -     | 13      | 6       | 7       | 13           | 7            | 6            | 26     | 13     | 13     |

G = partite giocate; V = partite vinte; P = partite perse

### Statistiche dei giocatori
| Giocatrice    | 1. Bundesliga | 1. Bundesliga | 1. Bundesliga | 1. Bundesliga | 1. Bundesliga | Coppa di Germania | Coppa di Germania | Coppa di Germania | Coppa di Germania | Coppa di Germania | Totale | Totale | Totale | Totale | Totale |
| Giocatrice    | P             | PT            | AV            | MV            | BV            | P                 | PT                | AV                | MV                | BV                | P      | PT     | AV     | MV     | BV     |
| ------------- | ------------- | ------------- | ------------- | ------------- | ------------- | ----------------- | ----------------- | ----------------- | ----------------- | ----------------- | ------ | ------ | ------ | ------ | ------ |
| L. de Zwart   | 18            | 142           | 84            | 49            | 9             | 2                 | 17                | 11                | 6                 | 0                 | 20     | 159    | 95     | 55     | 9      |
| K. Haneline   | 24            | 226           | 135           | 71            | 20            | 2                 | 25                | 13                | 10                | 2                 | 26     | 251    | 148    | 81     | 22     |
| D. Harbin     | 24            | 425           | 374           | 30            | 21            | 2                 | 49                | 43                | 3                 | 3                 | 26     | 474    | 417    | 33     | 24     |
| V. Jakšetić   | 24            | 56            | 21            | 17            | 18            | 2                 | 6                 | 1                 | 2                 | 3                 | 26     | 62     | 22     | 19     | 21     |
| B. Kadiku     | 3             | 10            | 6             | 3             | 1             | -                 | -                 | -                 | -                 | -                 | 3      | 10     | 6      | 3      | 1      |
| E. Lohmann    | 23            | 0             | 0             | 0             | 0             | 2                 | 0                 | 0                 | 0                 | 0                 | 25     | 0      | 0      | 0      | 0      |
| A. Meijers    | 19            | 146           | 125           | 9             | 12            | 2                 | 20                | 14                | 3                 | 3                 | 21     | 166    | 139    | 12     | 15     |
| L. Meis       | 11            | 3             | 1             | 0             | 2             | 0                 | 0                 | 0                 | 0                 | 0                 | 11     | 3      | 1      | 0      | 2      |
| Á. Pallag     | 18            | 158           | 138           | 13            | 7             | 1                 | 5                 | 5                 | 0                 | 0                 | 19     | 163    | 143    | 13     | 7      |
| T. Prosvirina | 13            | 34            | 18            | 10            | 6             | 1                 | 0                 | 0                 | 0                 | 0                 | 14     | 34     | 18     | 10     | 6      |
| J. Šunjić     | 19            | 30            | 22            | 2             | 6             | 2                 | 2                 | 0                 | 0                 | 2                 | 21     | 32     | 22     | 2      | 8      |
| R. Wiblin     | 22            | 225           | 179           | 24            | 22            | 2                 | 18                | 14                | 1                 | 3                 | 24     | 243    | 193    | 25     | 25     |

P = presenze; PT = punti totali; AV = attacchi vincenti; MV = muri vincenti; BV = battute vincenti